# Apsilocephalidae
Apsilocephalidae là một họ ruồi trong liên họ Asiloidea. Họ này được đề xuất năm 1991.
Họ Apsilocephalidae có quan hệ gần gũi với Therevidae chỉ khác biệt về các đặc điểm sinh dục. Có 3 loài còn sống và 2 loài hóa thạch.

## Các chi
Có 6 chi được ghi nhận trong họ Apsilocephalidae:
- Apsilocephala Kröber, 1914[1][2][3][4]
- †Burmapsilocephala Gaimari & Mostovski, 2000 (Cenomanian, Burmese amber)[3]
- Clesthentia White, 1915[2][3]
- Clesthentiella Nagatomi, Saigusa, Nagatomi & Lyneborg, 1991[3]
- †IrwinimyiaZhang et al., 2018 (Cenomanian, Burmese amber)[5]
- †Kaurimyia Winterton & Irwin, 2008[2][3]
- Kumaromyia Grimaldi & Hauser, 2011[3]
- †Myanmarpsilocephala Zhang et al., 2018 (Cenomanian, Burmese amber)[5]

Chi Kuhwahldyia được mô tả năm 2019 cũng được xếp vào họ này.